# Periaster
Periaster is een geslacht van uitgestorven zee-egels uit de familie Periasteridae.

## Soorten
- Periaster ciryi Lambert, 1935 †
- Periaster inconstans Lambert, 1933 †
- Periaster kuhni Mitzopoulos, 1960 †
- Periaster maugerii Checchia-Rispoli, 1936 †
- Periaster subsexangulatus Airaghi, 1939 †
- Periaster zinai Airaghi, 1939 †